# Domaine départemental de la Vallée-aux-Loups
Situé au cœur du Val d’Aulnay à Châtenay-Malabry, le domaine départemental de la Vallée-aux-Loups est un ensemble de parcs et jardins de 56 hectares, propriété du conseil départemental des Hauts-de-Seine (France).

## Description

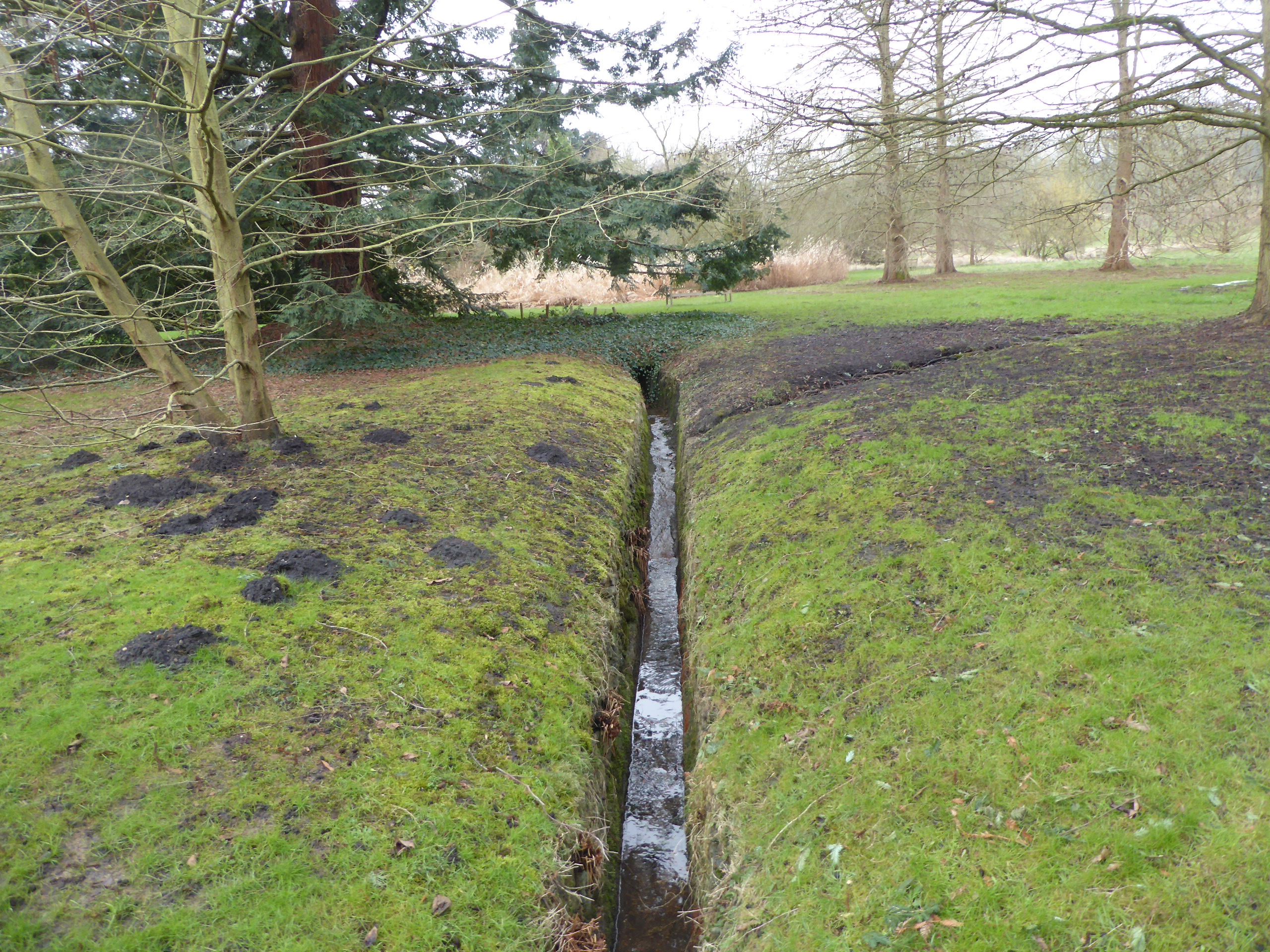
Le ru d'Aulnay dans l'arboretum.

Quatre éléments composent le domaine : l'arboretum de la Vallée-aux-Loups, la vallée-aux-Loups - maison et parc de François-René de Chateaubriand,  l'Île Verte, et le parc boisé
Ce parc, durement touché par la tempête de 1999, fait l'objet d'un projet de réhabilitation et d'aménagement. 
Il est au sein d'un domaine de préemption de 82 hectares comprenant aussi de vastes propriétés privées qui ne pourront être loties et seront à terme ajoutées au parc : la propriété d'Aulnay (ou propriété Thévenin), la propriété de la Ceriseraie, la propriété des Porchères, la propriété des Glycines, demeure de la famille de pépiniéristes Croux.
Le parc et les propriétés privées sont traversés par un petit cours d'eau, le ru d'Aulnay, qui coule à l'air libre contrairement au reste de son parcours en aval et en amont. Le domaine est considéré comme jardin remarquable par le ministère de la culture depuis 2004. La maison de Chateaubriand est classée au titre des monuments historiques par arrêté du 24 janvier 1978, après une première inscription par arrêté du 31 janvier 1964

## Les différents éléments du domaine

### Le parc boisé
Le parc boisé est constitué de la juxtaposition de diverses anciennes propriétés entourant la Vallée-aux-Loups.